# RK Sloga Doboj
Le RK Sloga Doboj est un club de handball basé à Doboj en Bosnie-Herzégovine et fondé en 1958.

## Histoire
Le club a participé à la deuxième édition de la Ligue SEHA en 2012-2013.

## Palmarès
compétitions internationales
- Finaliste de la Coupe des vainqueurs de coupe (C2) (1) : 1984

compétitions nationales
- Finaliste de la Coupe de Yougoslavie : 1983
- Vainqueur du Championnat de Bosnie (1) : 2012
- Vainqueur de la Coupe de Bosnie (2) : 2005 et 2006